# Egyenes beszéd
Az egyenes beszéd (vagy más néven direkt beszéd) az, amikor valakinek a szavait pontosan, szó szerint idézzük, gyakran idézőjelek között. Ez ellentéte a függő beszédnek (indirekt beszéd), ahol a mondatot átalakítjuk, hogy illeszkedjen a narrációhoz.
Példa egyenes beszédre:
Anna azt mondta: „Holnap elutazom.”
Péter megkérdezte: „Hány óra van?”
Néhány jellemző:
Általában idézőjelek közé tesszük az elhangzott szöveget.
Gyakran szerepel bevezető mondatrész, például: mondta, kérdezte, válaszolta stb.
A párbeszédek is gyakran egyenes beszéddel íródnak.